# 23 H. Camelopardalis
23 H. Camelopardalis (HD 46588 / HR 2401) es una estrella de magnitud aparente +5,45 en la constelación de Camelopardalis, la jirafa.

## Características físicas
23 H. Camelopardalis es una enana amarilla de tipo espectral F7V.
Tiene una temperatura superficial de 6165 K y es ligeramente más masiva que el Sol, con una masa de 1,08 masas solares.
Su tamaño es más grande que el del Sol —su diámetro es un 20% mayor— y gira sobre sí misma con una velocidad de rotación proyectada de 6,6 km/s.
No muestra actividad cromosférica y su edad, estimada según este criterio, podría superar a los 7000 millones de años.
Sin embargo, teniendo en cuenta su actividad en la región de rayos X, su dad más probable se reduce a unos 4400 millones de años, cifra que también corresponde a la edad estimada mediante isócronas.

## Composición química
23 H. Camelopardalis presenta una menor abundancia relativa de metales que el Sol, estando comprendido su índice de metalicidad [Fe/H] entre -0,11 y -0,25.
El contenido de todos los elementos evaluados es inferior al solar, siendo el empobrecimiento más acusado en el caso del cobre y samario; la abundancia relativa de este último metal es una cuarta parte de la solar.
Cabe señalar también su bajo contenido de oxígeno, uno de los menores entre un grupo de 216 estrellas de parecidas características.
Por el contrario, su contenido de litio (logє[Li] = 2,61) es notablemente más elevado que el del Sol.

## Posible sistema binario
23 H. Camelopardalis puede ser una binaria espectroscópica con un período orbital de 60 días, si bien su duplicidad no está confirmada.
La naturaleza de la compañera estelar no es conocida, pero se ha especulado que quizás sea una enana con una temperatura de 4100 K y una masa de 0,6 masas solares.
La diferencia de brillo entre las dos estrellas puede ser de unas 4,3 magnitudes.
HD 33564 se encuentra a 58,3 años luz del sistema solar. HD 62613, distante 4,1 años luz, es la estrella conocida más cercana a ella.